# Antología de narradoras bolivianas actuales
Antología de narradoras bolivianas actuales, es un libro que reúne cuentos realizados por 20 mujeres bolivianas. La coordinadora del libro, Pilar Pedraza Pérez del Castillo, logró realizar este proyecto gracias a la propuesta de Basilio Rodríguez Cañada, quien es presidente del Grupo Editorial Sial Pigmalión de España.
La primera edición de Antología de narradoras bolivianas actuales, coordinada por Pilar Pedraza Pérez del Castillo, se acabó de imprimir el 17 de agosto de 2021, y fue publicado y presentado en la Feria de libro de Madrid por la Editorial Sial Pigmalión (20-26 de septiembre de 2021).

## Autoras
Este libro recopila los relatos de las narradoras: Sisinia Anze Terán, Rosario Barahona Michel, Rossemarie Caballero, Melita del Carpio, Amalia Decker, Vanessa Giacoman, Rosalba Guzmán Soriano, Milena Montaño, Verónica Ormachea, Pilar Pedraza Pérez del Castillo, Centa Rek, Teresa Constanza Rodríguez, Silvia Rózsa, Eliana Soza, Biyú Suárez, Isabel Suárez, Giglia Talarico, Cecialia Vaca, Gaby Vallejo Canedo y Julieta Zurita Cavero.